# Charlot usurier

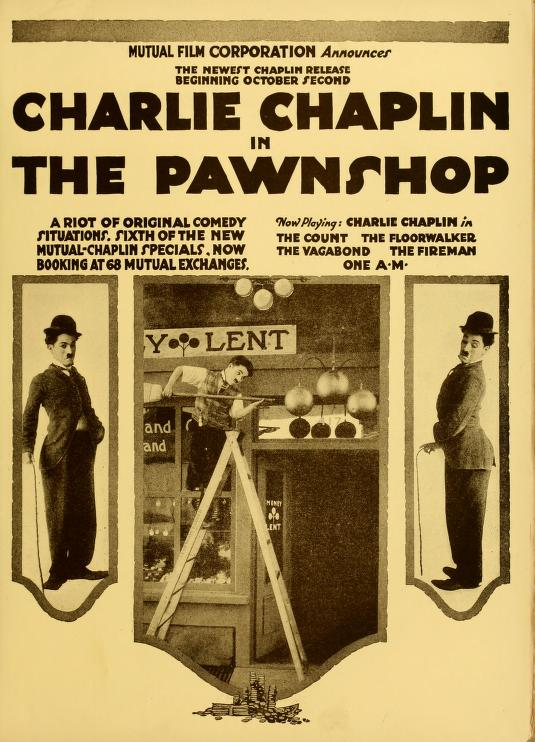
The Pawnshop

Sixième film de la série produite par Mutual, Charlot usurier est connu sous trois autres titres : Charlot chez l'usurier,  Le prêteur sur gages ou Charlot Brocanteur.

## Synopsis
Charlot, employé chez un usurier, ne cesse de se chamailler avec l'autre employé. Amoureux de la fille du patron, il manque de se faire renvoyer tant il est maladroit et pas fait du tout pour la vente. Il fait échouer une tentative de vol dans la boutique. En récompense, il peut filer le parfait amour avec la fille de l'usurier.

## Fiche technique
- Titre original : The Pawnshop
- Année : 1916
- Pays d'origine : États-Unis
- Genre : Comédie burlesque
- Réalisation et scénario : Charles Chaplin
- Directeur de la photographie : Rollie Totheroh
- Production et distribution : Mutual
- Durée : 29 minutes

## Distribution
- Charles Chaplin : Le commis
- Henry Bergman : L'usurier
- Edna Purviance : Edna, sa fille
- John Rand : Johnny, l'autre commis
- Albert Austin : L'homme au réveille-matin
- Wesley Ruggles : L'acteur au chômage
- Eric Campbell : L'escroc
- Frank J. Coleman : Le policeman
- Leo White : Un client
- James T. Kelley : La femme aux poissons